# Losing My Religion
«Losing My Religion» (укр. Втрачаю свою віру, Втрачаю Терпець) — пісня американської рок-групи R.E.M., що вийшла як основний сингл їхнього альбому «Out of Time» в 1991 році. Початковий успіх пісні був малоймовірним внаслідок низьких ротацій на радіо, а також критики кліпу на каналі MTV. Попри це, пісня стала головним хітом групи R.E.M. в США, зайнявши четверту позицію в Billboard Hot 100. Сингл тримався в чартах 21 тиждень і приніс колективу світову популярність. Пісня була номінована на декілька премій «Ґреммі» та отримала дві — за найкраще вокальне поп-виконання дуетом або групою і краще музичне відео.
Фраза «losing my religion» (дослівно — «втрачаю віру») — це сленговий вислів у південних штатах США, який означає «я втрачаю терпець». За запевненням Майкла Стайпа, «Losing My Religion» — це класична пісня про нерозділене кохання.
Авторами пісні є члени гурту Білл Беррі, Пітер Бак, Майкл Стайп і Майк Міллз. Пісня заснована на риффі, який гітарист групи Пітер Бак написав, коли вчився грати на мандоліні. Він тільки купив інструмент, сидів, дивився телевізор і намагався що-небудь зіграти, записуючи свої потуги. На наступний день він переслухав запис і посеред учнівських програшів виявив мелодію для майбутньої пісні. Партія бас-гітари була запозичена у групи Fleetwood Mac. Бас-гітарист R.E.M. Майк Міллз зізнавався, що не зміг підібрати для пісні партію, яка не була б вторинною.

## Список композицій
- Всі пісні написані Біллом Беррі, Пітером Баком, Майклом Стайпом і Майком Міллзом, крім зазначених.

1. «Losing My Religion» — 4:29
2. «Rotary Eleven» — 2:32

12" та компакт-диск
1. «Losing My Religion» — 4:29
2. «Rotary Eleven» — 2:32
3. «After Hours» (Лу Рід) (live)1 — 2:08

UK «collector's Edition» CD 1
1. «Losing My Religion» — 4:29
2. «Stand» (live)1 — 3:21
3. «Turn You Inside-Out» (live)1 — 4:23
4. «World Leader Pretend» (live)1 — 4:24

UK «collector's Edition» CD 2
1. «Losing My Religion» — 4:29
2. «Fretless» — 4:51
3. «Losing My Religion» (Live Acoustic Version/Rockline) — 4:38
4. «Rotary Eleven» — 2:32

## Учасники
R.E.M.
- Білл Беррі — ударні, перкусія
- Пітер Бак — електрогітара, мандоліна
- Майк Міллз — бас-гітара
- Майкл Стайп — вокал

Запрошені музиканти
- Пітер Холсепл — акустична гітара

## Чарти
| Чарт (1991)                            | Позиція |
| -------------------------------------- | ------- |
| Australian Singles Chart               | 11      |
| Austrian Singles Chart                 | 6       |
| Canadian Singles Chart                 | 16      |
| Dutch Singles Chart                    | 1       |
| French Singles Chart                   | 3       |
| Norwegian Singles Chart                | 4       |
| Swedish Singles Chart                  | 3       |
| Swiss Singles Chart                    | 11      |
| UK Singles Chart                       | 19      |
| U. S. Billboard Hot 100                | 4       |
| U. S. Billboard Mainstream Rock Tracks | 1       |
| U. S. Billboard Modern Rock Tracks     | 1       |
| U. S. Billboard Adult Contemporary     | 28      |

## Цікаві факти
- У фільмі жахів 1994 року «Кошмар на вулиці В'язів 7: Новий кошмар», один з героїв фільму, Чейз, наспівує цю пісню, щоб не заснути за кермом.
- Кавери на дану пісню записали такі виконавці, як Jacqui Naylor, Swandive, Suzie McNeil, Gregorian, Tori Amos, Graveworm, Lacuna Coil, Trivium та інші.
- Майкл Стайп залишився задоволений тим, що репер Джей-Зі використовував рядок з пісні «Losing My Religion» в композиції «Heaven» (Magna Carta… Holy Grail). За словами Стайпа, він знайомий з Джей-Зі достатньо давно. Також співак зазначив, що завжди ставився до Джей-Зі і його музики «з глибокою повагою». Рядок з «Losing My Religion», процитований Джей-Зі, звучить так: «that's me in the corner / that's me in the spotlight / Losing my religion»[12].
- Пісня займає 101-ю рядок у списку 500 найкращих пісень усіх часів за версією журналу New Musical Express.